# Смертная казнь в Эстонии
Смертная казнь в Эстонии была официально запрещена с 18 марта 1998 года согласно протоколу № 6 Европейской конвенции о правах человека, к которой присоединилась Эстония. Ранее смертные приговоры в Эстонии выносились, начиная с 1920 по 1992 годы (фактически исполнение смертных приговоров прекратилось осенью 1991 года; приговорённый в 1992 году был помилован).

## История
С 1 февраля 1920 года и до присоединения Эстонии к СССР в 1940 году в Эстонской Республике в числе наказаний, предусмотренных уголовным законодательством, присутствовала смертная казнь. Приговорённые к высшей мере наказания преступники могли выбрать между самоубийством путём отравления или смертью через повешение. С 1 февраля 1935 года в силу вступил Уголовно-процессуальный кодекс Республики Эстония, согласно которому описывалась процедура повешения:

За час до предусмотренного времени казни приговорённого необходимо отвести в темницу, где государственный прокурор зачитает ему приговор и предложит узнику совершить суицид. В случае его согласия прокурор предоставит осуждённому стакан с ядом — вид яда определит Национальный совет по здравоохранению. Если в течение 5 минут приговорённый не примет яд, то его повесят.

Военный трибунал мог приговорить осуждённого к смерти через расстрел. В таком случае приговор приводила в исполнение расстрельная команда из восьми человек.
С 1940 года все смертные приговоры выносились в соответствии с Уголовно-процессуальным кодексом Эстонской ССР. С 12 сентября 1956 года до 18 февраля 1970 года все приговорённые к смерти содержались в специальной камере в Таллине. Позже приговоры смертникам из Эстонии стали приводить в исполнение и в других городах СССР. 11 сентября 1991 года в стране смертный приговор был приведён в исполнение в последний раз; Рейн Орусте был казнён в Батарейной тюрьме выстрелом в затылок за убийство.

## Споры
Смертная казнь сохранялась в уголовном законодательстве Эстонии до 1998 года, однако политическая элита, поддерживавшая дальнейшую евроинтеграцию Эстонской Республики, выступала за отказ от смертной казни и её замену пожизненным лишением свободы, несмотря на рост доли тяжких преступлений в начале 1990-х годов. 13 января 1997 года в Парламенте Эстонии началось обсуждение ратификации проекта о присоединении к протоколу № 6 Европейской конвенции о правах человека, запрещавшем смертную казнь.
В 2015 году Совет церквей Эстонии провёл опрос и выяснил, что из 1002 человек в возрасте от 15 до 74 лет около 70 % поддержали восстановление смертной казни за особо тяжкие преступления.